# Caso fortuito
Caso fortuito ou Ato divino é uma circunstância provocada por fatos humanos que interfere na conduta de outros indivíduos. Segundo Sílvio Venosa: "é a situação que decorre de fato alheio à vontade da parte, mas proveniente de fatos humanos." É o evento proveniente de ato humano, imprevisível e inevitável, que impede o cumprimento de uma obrigação, tais como: a greve, a guerra etc. Não se confunde com força maior, que é um evento previsível ou imprevisível, porém inevitável, decorrente das forças da natureza, como o raio, a tempestade etc. 
No Código civil brasileiro, é um impedimento, para o cumprimento de uma obrigação, relacionado com a pessoa do devedor ou com sua empresa, ou seja, é um acontecimento interno, irresistível e que não emana de culpa do devedor, mas decorre de circunstâncias ligadas a sua pessoa ou sua empresa. Exemplo: o devedor adoece; uma máquina de sua empresa apresenta um defeito oculto, uma greve, etc.
O Código penal brasileiro determina que o crime causado pela embriaguez proveniente de caso fortuito ou força maior exclui a imputabilidade penal.
É necessário estabelecer uma diferença entre o caso fortuito e motivo de força maior. Ambos são fatos jurídicos naturais extraordinarios, ou seja fatos que produzem repercussões jurídicas e que independem da vontade humana, porém no primeiro não se conhece a causa e no segundo caso conhece - se a causa que gerou a repercussão jurídica. Exemplo: Quando um fio se rompe gerando um incêndio este pode ter sido causado por uma greve por exemplo, ou por uma explosão qualquer em uma maquina quebrada. No segundo podemos citar um exemplo simples, como um raio, ou uma inundação que gerou consequências no meio jurídico.
Nesse sentido percebe - se que o fato jurídico pode decorrer da ação humana, o que extrapolaria o sentido estrito do fato jurídico natural. Devido tais diferenciações serem tão ínfimas, alguns juristas dão por equivalentes os dois conceitos. O fato é que ambos produzem o mesmo efeito. Os prejuízos advindo de caso fortuito e força maior não são de responsabilidade do devedor, salvo pacto em contrário.
Caso fortuito -  Acontecimento natural, cuja previsibilidade foge à capacidade de percepção do homem, em virtude do que lhe é impossível evitar as conseqüências. Distingue-se da força maior, acontecimento resultante da vis maior, isto é fato natural ou humano que o homem não pode deter.
Caso fortuito (direito civil) é um impedimento, para o cumprimento de uma obrigação, relacionado com a pessoa do devedor ou com sua empresa, ou seja, é um acontecimento interno, irresistível e que não emana de culpa do devedor, mas decorre de circunstâncias ligadas a sua pessoa ou sua empresa. Segundo Venosa: "é a situação que decorre de fato alheio à vontade da parte, mas proveniente de fatos humanos." Ex. o devedor adoece; uma máquina de sua empresa apresenta um defeito oculto, uma greve, etc (conforme o artigo 393 do Código Civil Brasileiro).
Embriaguez completa proveniente de caso fortuito Embriaguez fortuita que suprime inteiramente a capacidade de o agente entender o caráter criminoso do fato ou de determinar-se de acordo com esse entendimento. Espécie de inimputabilidade se, no momento da ação ou da omissão, o sujeito estava nesse estado.